# Sphingomorpha rapta
Sphingomorpha rapta är en fjärilsart som beskrevs av Fabricius 1787. Sphingomorpha rapta ingår i släktet Sphingomorpha och familjen nattflyn. Inga underarter finns listade i Catalogue of Life.